# Нанко Минчев
Нанко Цочев Минчев е български опълченец, участник в Руско-турската война (1877 – 1878).

## Биография
Нанко Минчев е роден на 18 февруари 1857 г. (според друг източник на 24 март 1854 г.) в с. Демирджилери (днес с. Старо Железаре), Османска империя в семейството на земеделеца Цочо Нанков Минчев и домакинята Мария Цочева Нанкова. Среща се и с имената Нане Цочев, Нанко Цочев и Нанко Цочев Нанков.
Учи в килийното училище в родното си село, след което заминава на гурбет в Румъния, където престоява 2 – 3 години, след което се завръща в селото и продължава да се занимава със земеделие.
Взема участие в Сръбско-турската война (1876) в състава на 2-ри батальон (командван от майор Райчо Николов) от Руско-българската бригада сформирана през август 1876 г. от сръбското военно командване по инициатива на руския генерал Михаил Черняев. По-късно е прехвърлен в 3-ти батальон.
На 1 май 1877 г. постъпва на служба в Българското опълчение като служи в 1-ва опълченска дружина, командвана от подполковник Константин Кесяков, която заедно с 2-ра опълченска дружина образува 1-ва опълченска бригада под командването на полковник Фьодор Де Прерадович. Участва в заемането на Велико Търново, в боевете при Стара Загора и в Шипченската битка. След Освобождението на България се уволнява от армията с чин ефрейтор от Българската земска войска. В Свидетелство № 965, издадено от новосформираното българско правителство, въз основа на което му е определена поборническа пенсия през 1880 г., пише, че „по време на пребиваването му на служба като опълченец е бил с добро поведение".
След приключването на службата си се завръща в родното си село и се занимава със земеделие до края на живота си. За първи път в селото въвежда модерни земеделски методи – пръскане на лозята против мана и садене на големи масиви люцерна за пълноценно хранене на добитъка.
За участието си в Руско-турската война е награден с няколко отличия, които се съхраняват в музея на родното му село. Носител е на руски сребърен медал „В памет на руско-турската война 1877 – 1878“, с който медал са наградени всички лица, които са участвали в отбраната на прохода Шипка или са били временно там на служба. Награден е и с медал „За Освобождението 1877-1878“, раздаден на всички оцелели опълченци, които са били могли да бъдат издирени. Като опълченец му се полага Възпоменателен кръст за независимостта на България, но при официалното награждаване през 1909 г. такъв не му е връчен (бил е забравен или пропуснат), поради което на 30 април 1910 г. той подава молба за връчване и е препратен към опълченското дружество към което се числи за получаване.
Нанко Минчев умира от старост на 2 май 1943 г. в с. Старо Железаре. След смъртта му неговият син Марко Минчев, дългогодишен учител в селото, дарява опълченската униформа, оръжието, сабята и отличията му на музейната сбирка в родното му село, която се намира в читалище „Тодор Пашкулов“. На родната му къща е поставена възпоменателна плоча.

## Награди
- Бронзов възпоменателен медал за Сръбско-турската война 1876, Княжество Сърбия (1878)
- Възпоменателен медал „За Освобождението 1877-1878“ (1880/1881)
- Възпоменателен медал „За освобождението на България 19 февруари 1878 година“, бронзов, Руска империя
- Георгиевски кръст IV степен (Руска империя)
- Възпоменателен медал „В памет на Руско-турската война 1877 – 1878“, светло-бронзов (II степен), Руска империя
- Възпоменателен медал „В памет на Руско-турската война 1877 – 1878“, сребърен (I степен), Руска империя
- Войнишки кръст „За храброст“ IV степен
- Кръст „За Възшествието на Княз Фердинанд I в 1887 г.“ III степен (1888)
- Кръст за независимостта на България 1908 (1919)